# San Pedro Juchatengo
San Pedro Juchatengo es una localidad del estado mexicano de Oaxaca. Es cabecera del municipio de San Pedro Juchatengo.

## Demografía
| Censo | Población |
| ----- | --------- |
| 1900  | 572       |
| 1910  | 680       |
| 1921  | 750       |
| 1930  | 765       |
| 1940  | 781       |
| 1950  | 841       |
| 1960  | 862       |
| 1970  | 928       |
| 1980  | 916       |
| 1990  | 1292      |
| 1995  | 1303      |
| 2000  | 1300      |
| 2005  | 1338      |
| 2010  | 1404      |
| 2020  | 1445      |